# Time Is Running Out (sång)
Time Is Running Out är en låt av det engelska alternativ rock-bandet Muse. Det är den tredje låten på deras tredje album, Absolution. Låten släpptes även som singel den 8 september 2003. Låten blev bandets genombrott i USA, och var även bandets första Top 10 hit i Storbritannien.